# Бахчасарай
 Бахчасарай  — поселок в Альметьевском районе Татарстана. Входит в состав Бишмунчинского сельского поселения.

## География
Находится в юго-восточной части Татарстана на расстоянии приблизительно 18 км на восток-юго-восток от районного центра города Альметьевск.

## История
Основан в 1920-х годах переселенцами из села Тайсуганово как поселок Кызыл Игенче, в 1980 упразднен, в 1997 возрожден уже под новым названием.

## Население
Постоянных жителей было: в 1926—130, в 1938—218, в 1949—173, в 1958—158, в 1970 — 85, в 1979 — 69, в 1989 — 28, в 2002 — 17 (татары 88 %), 16 в 2010.